# Pierre Paoli
Pierre Paoli (* 31. Dezember 1921 in Aubigny-sur-Nère; † 15. Juni 1946 in Bourges) war ein französischer Gestapo-Agent, der im Département Cher tätig war.

## Leben
Als Antikommunist und Deutschsprachiger wurde er am 31. März 1943 auf Befehl von Eric Hasse als Dolmetscher für den SD von Bourges in der Rue Michel de Bourges 12 eingestellt.
Dies war der Beginn einer offenen und umfassenden Zusammenarbeit. Die Deutschen boten ihm ein Zimmer im SD-Gebäude an. Er leitete die Sektion 4A, deren Aufgabe die Bekämpfung der Kommunisten war. Doch schon nach kurzer Zeit gewann er das Vertrauen der Deutschen, die ihm immer wichtigere Aufträge erteilten. Er genoss völlige Handlungsfreiheit und große Autonomie. Die Orte der Repression waren das Untersuchungsgefängnis Bordiot in Bourges und der Keller des Gestapo-Geländes.
Schätzungen zufolge wurden in einem Jahr der „Arbeit“ Paolis für die  Deutschen mehr als 300 Menschen verhaftet. Die meisten Menschen, die durch seine Hände gingen, kamen nicht heraus; sie wurden entweder getötet oder in ein Konzentrationslager geschickt.
Paoli folgte den deutschen Truppen, die Bourges am 6. August 1944 räumten. Am 16. Mai 1945 wurde er von britischen Streitkräften in Flensburg festgenommen, im Januar 1946 den französischen Behörden übergeben und nach Bourges zurückgebracht.
Der Prozess gegen diesen symbolträchtigen Verräter, der im Mai 1946 den Spitznamen „das Monster“ oder „der finstere Paoli“ erhielt, war einer der bedeutendsten französischen Prozesse der Nachkriegszeit. Der Betroffene übernahm die Verantwortung für sein Handeln als ein Mensch, der wusste, dass er verloren ist. Die Entrüstung über die Aufdeckung der Gräueltaten, an denen er beteiligt war, wurde noch verstärkt durch seine Prahlerei, die ihn zu der Aussage veranlasste: „Ich bin kein Franzose, sondern Deutscher.“ Er wurde zum Tode verurteilt und am 15. Juni 1946 auf dem Truppenübungsplatz von Bourges erschossen, dem Ort, an dem während des Krieges Geiseln und Gefangene der Gestapo hingerichtet worden waren.